# Berta Bobath
Berta Bobath, née le 5 décembre 1907 et morte le 20 janvier 1991, est une physiothérapeute allemande qui a créé une méthode de réhabilitation et de traitement connu sous le nom de Bobath concept (en) en 1948. 

## Biographie
Berta Ottilie Busse est né à Berlin où elle a d'abord travaillé avec des gymnastes. Son premier mari était Kurt Roehl. Après la naissance d'un fils et d'un divorce, elle quitte l'Allemagne en 1938. Elle rencontre un psychiatre tchèque appelé Karel Bobath qu'elle avait connu à Berlin. Tous deux réfugiés juifs, ils se sont mariés en 1941 et son fils a été adopté par son second mari.